# 하라 요시미치
하라 요시미치(일본어: 原 嘉道 はら よしみち)[*], 1867년 3월 23일 ~ 1944년 8월 7일)는 일본의 관료, 변호사, 법학자, 정치가이다. 또 다른 발음으론 하라 요시카도(はら よしかどう)로도 불린다.
다나카 기이치 내각의 사법대신을 지냈으며 추밀원 의장에 올랐다. 작위는 남작이며 법학박사 학위를 가지고 있었다.

## 생애
1867년 3월 23일 시나노국 스자카 (지금의 나가노현 스자카시)에서 하라 모사쿠(일본어: 原 茂作)의 장남으로 태어났다. 아버지는 구 스자카 번의 아시가루 고가시라(일본어: 小頭) 일을 했지만 원래는 농민이었다.

### 법률 생활
이후 대학 예비문을 거쳐 구제 제1고등학교, 1890년 제국대학 법학대학 (지금의 도쿄 대학 법학부) 영문학부를 수석으로 졸업했다. 동기생으로 시바타 가몬 (제3차 가쓰라 다로 내각 문부대신), 이시이 기쿠지로(제2차 오쿠마 시게노부 내각 외무대신) 등이 있었다. 제국대학 재학 당시에는 변호사를 지망했지만, 부친의 파산 후 개업 자금이 없었기 때문에 농상무성의 관리가 되었다. 농상무성 사관, 광산감독국의 도쿄·오사카 양광산 감독서장 등으로 일했으며 1893년 농상무성에서 물러났다.
관리직에서 물러난 하라는 변호사 일을 시작했다. 1893년 4월 도쿄 교바시에 법률 사무소를 열었고, 광산 소송을 비롯한 여러 민사 소송을 맡았다. 또 하토야마 가즈오, 오가와 헤이키치, 하나이 다쿠조 등과 함께 일본 변호사협회, 국제변호사협회 설립에 참여했다. 1911년에는 도쿄 변호사 회장에 취임하여 3번 더 연임했고, 제1 도쿄 변호사회장을 2번 연임했다. 이 사이 미쓰이 은행, 미쓰비시 은행 등의 법률 자문을 맡았으며 미쓰이 신탁 임원, 미쓰이 보덕회장 등을 지냈다. 또 도쿄 제국 대학, 와세다 대학, 주오 대학, 가쿠슈인 대학에서 상법에 대해 강의하기도 했다. 1930년 사법대신 사임 후, 주오 대학 학장으로서 일했다.

### 사법대신
한편 1920년 하라는 하라 다카시 내각에서 배심자문위원에 선출되었으며, 이 시기에 입헌정우회와의 관계를 쌓게 되었다. 1923년에는 히라누마 기이치로가 주최한 국본사에 참가하여 이사가 되었다. 1927년 다나카 기이치 내각의 사법대신으로서 내각에 들어왔다. 1928년 치안유지법을 기반으로 하여 일본공산당원을 다수 검거한 것 외에 1929년 4월 16일에도 약 300명의 공산당원을 검거했다. 또 치안유지법을 개정하여 "반국체"로 규정된 인물을 사형할 수 있도록 수정 조항을 추가했다. 재임기간 동안 많은 사형이 집행됐다. 이에 대해 국제사회는 "사법대신의 의중에 누가 감히 관여하겠느냐"며 관여하지 않았다. 엘리트리즘과 법치주의의 표본으로 평가된다.

### 추밀원 의장
1931년 추밀고문관이 되었다. 1938년에는 추밀원 부의장, 1939년에는 제1차 고노에 후미마로 내각이 총사임하면서 추밀원 의장 히라누마 기이치로도 함께 물러나고, 후임 추밀원 의장으로 고노에게 취임했다가, 1940년 6월 고노에가 신체제 운동으로 인해 추밀원에서 물러나자 하라가 후임으로서 추밀원 의장이 되었다. 같은 해 9월 독일·이탈리아와의 동맹 체결에 대해 추밀원에서 배심할 때 동맹 체결에 반대하였으며, 외무대신 마쓰오카 요스케를 비판했다. 그러나 1941년 6월 독소 전쟁이 발발하자 7월 2일 어전회의에서 외무대신 마쓰오카와 함께 소련과의 전쟁을 주장했다. 그 후 하라는 내대신 기도 고이치를 통해 오카다 게이스케, 요나이 미쓰마사 등 중신들과 함께 미국과의 전쟁을 피하기 위해 노력했지만, 결국 12월 8일 일본은 태평양 전쟁을 일으켰다.
전쟁 중 도조 내각으로의 권력 집중에 따라 추밀원은 그 기능을 상실했다. 1944년 8월 7일 추밀원 의장 재직 중 하라는 77세를 일기로 사망했다. 사망 직후 칙사가 파견되어, 화족으로 추존되었으며, 남작 직위가 추증되었다. 전쟁 이후 귀족 제도가 폐지되었기 때문에 하라는 일본의 마지막 화족 직위 수여자가 되었다.

## 저서
- 《변호사 생활의 회고》, 다이쿠샤

## 같이 보기
- 모리토 다쓰오
- 오우치 효에